# Quintessenz (Hörfunksendung)
Quintessenz war eine Hörfunksendung des Westdeutschen Rundfunks, die im zweiten Hörfunkprogramm WDR 2 gesendet wurde. Inhalt der Sendungen waren allgemeine Verbraucherinformationen (Quintessenz = das Wichtigste) zu diversen Produkten und Dienstleistungen.
Ziel der Sendung war es, den Hörern im Sinne des Verbraucherschutzes bei Käufen von Produkten und Dienstleistungen vor Gefahren wie Unzulänglichkeiten und Übervorteilung zu bewahren. Darüber hinaus bot man Hinweise und Hilfe zu Kosteneinsparungen. Die Sendung wurde unter dem Titel seit 1972 produziert und im WDR-Hörfunk ausgestrahlt, ab 1998 montags bis freitags von 14:30 Uhr bis 15 Uhr.

## Auszeichnungen
2005 wurde der Sendereihe in Anwesenheit der Bundesverbraucherschutzministerin Renate Künast der von der Stiftung Warentest ausgeschriebene erste Preis für Verbraucherjournalismus verliehen, da Quintessenz eine Marke im Verbraucherjournalismus geschaffen hat.